# Josefa de los Dolores Peña y Lillo Barbosa
Sơ (tiếng Tây Ban Nha: Sor) Josefa de los Dolores Peña y Lillo Barbosa, OP (còn được gọi là  sor Josefa de los Dolores hay sor Dolores Peña y Lillo, sinh ngày 2 tháng 3 năm 1739 và mất ngày 29 tháng 8 năm 1823) là một nữ tu người Dominica và một nhà văn tự học thời kỳ thuộc địa Chile được mô tả trong bài diễn văn công giáo do các nữ tu Ấn Độ viết ra tại các tu viện Nam Mỹ trong thế kỷ mười lăm và mười bảy. Bà đi theo thể loại văn truyền đạo, nhưng cũng hiếm khi viết thơ.
Bà tham gia vào đời sống tôn giáo năm 1751 ngược lại với mong muốn của cha mẹ mình, và bắt đầu sự nghiệp viết văn của mình vào năm 1763 có lẽ là do tự bà quyết định. Ngày nay bà được xem như là "nguồn hiện có tốt nhất cho việc nghiên cứu ngôn ngữ Tây Ban Nha đã được sử dụng trong thời kỳ thuộc địa Chile" và nguồn đáng tin cậy nhất cho ngôn ngữ học lịch đại. Mặc dù có nguồn gốc thấp kém, bà đã đạt được ảnh hưởng lớn trong thế giới chính trị của Cộng hòa Chile ban đầu, đặc biệt đối với các bộ trưởng của chính phủ Chile trong suốt thời kỳ Độc lập, những người thường xuyên nhờ cậy sự tư vấn của bà.
Cùng với cuốn tự truyện của Ursula Suarez và bộ sưu tập các bài thơ của Juana López và Tadea de San Joaquín, việc viết thư của Sơ Josefa ngày nay được cho là những ghi nhận văn học của nữ giới đầu tiên ở Chile mà tự chúng xác định và thể hiện mình "trong lĩnh vực văn học của thành phố và văn hóa của xã hội thực dân Chile thế kỷ thứ 18".